# Ortrun Schätzle

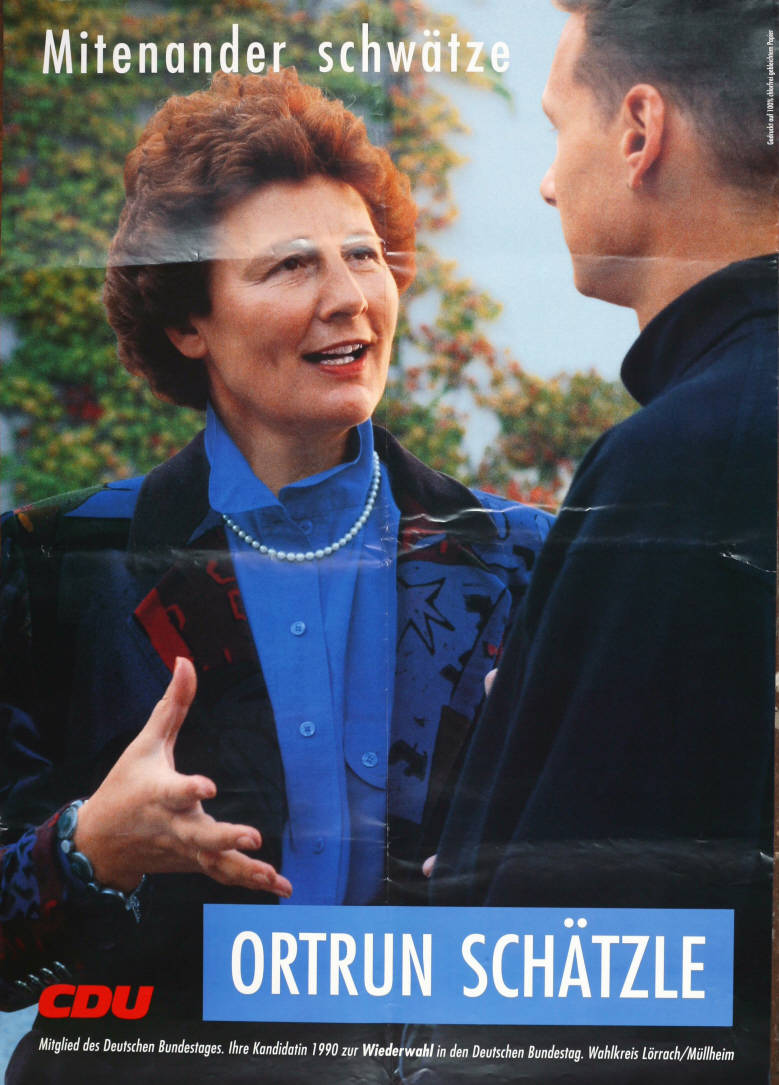
Kandidatenplakat zur Bundestagswahl 1990

Ortrun Schätzle, geb. Klenert (* 20. April 1934 in Hornberg/Schwarzwald) ist eine ehemalige deutsche Politikerin (CDU).

## Leben
Nach ihrem Abitur 1953 am Neusprachlichen Gymnasium Villingen und einem zweijährigen Praktikum, das teilweise im Ausland stattfand, studierte Schätzle von 1955 bis 1958 am Berufspädagogischen Institut Frankfurt am Main und machte die Ausbildung zur Gewerbelehrerin. Von 1958 bis 1963 war sie Lehrerin an der Bergiusschule in Frankfurt am Main und von 1976 bis 1979 an der Fachschule für Sozialpädagogik in Villingen.
1975 trat Schätzle in die CDU ein, sie war dort Mitglied des Bezirksvorstandes Südbaden und des Landesvorstandes Baden-Württemberg. Von 1982 bis 1990 war sie Kreisvorsitzende der Frauen-Union Lörrach, von 1983 bis 1993 Bezirksvorsitzende der Frauen-Union Südbaden und ab 1989 Vorsitzende des CDU-Stadtverbandes Schopfheim. Von 1976 bis 1981 war sie Stadträtin in Sankt Georgen. Am 25. August 1989 trat sie als Nachrückerin in den Deutschen Bundestag ein. Bei den Bundestagswahlen 1990 und 1994 ließ sie ihr Mandat durch den Gewinn des Wahlkreises Lörrach – Müllheim bestätigen.
Schätzle war verheiratet mit dem Prokuristen und späteren Geschäftsführer der Firma ebm-papst St. Georgen, Gerhard Schätzle (1931–2016). Sie lebt heute im Ortsteil Wiechs der Stadt Schopfheim.